# Fajcsák
A Fajcsák egy osztrák-magyar eredetű veztéknév. 
Legkorábbi előfordulásai: Pressburger Zeitung, 1857 (Ausztria, német nyelvű újság Hivatalos Közlönye, Osztrák Nemzeti Könyvtár és A magyar ellenzék véres küzdelme, valamint az Országgyűlés Képviselőházának irományai

## Ismert emberek ezzel a vezetéknévvel
- Fajcsák Henrietta író, költő, festő-és fotóművész, grafikus (a Stigler nemesi család vérszerinti leszármazottja)
- Fajcsák Attila magyar etnográfus
- Fajcsák Joachim osztrák-magyar honvéd
- Zsuzsanna Fajcsák amerikai-magyar író, táplálkozási szakértő (USA)
- Fajcsák Tibor plébániai kormányzó, Szentendre- Pilisszentlászló plébános[4]
- Fajcsák Dénes, állami főépítész, Eger[5]
- Fajcsák Lajos, BKK vezérigazgató, Magyarország